# Liste des navires de la marine indonésienne
Le nom des navires de la marine indonésienne est précédé du préfixe « KRI », qui signifie Kapal Perang Republik Indonesia, « navire de guerre de la république d'Indonésie ». La marine indonésienne est équipée des bâtiments suivants (décembre 2014) :

## Frégates

### ClasseAhmad Yani

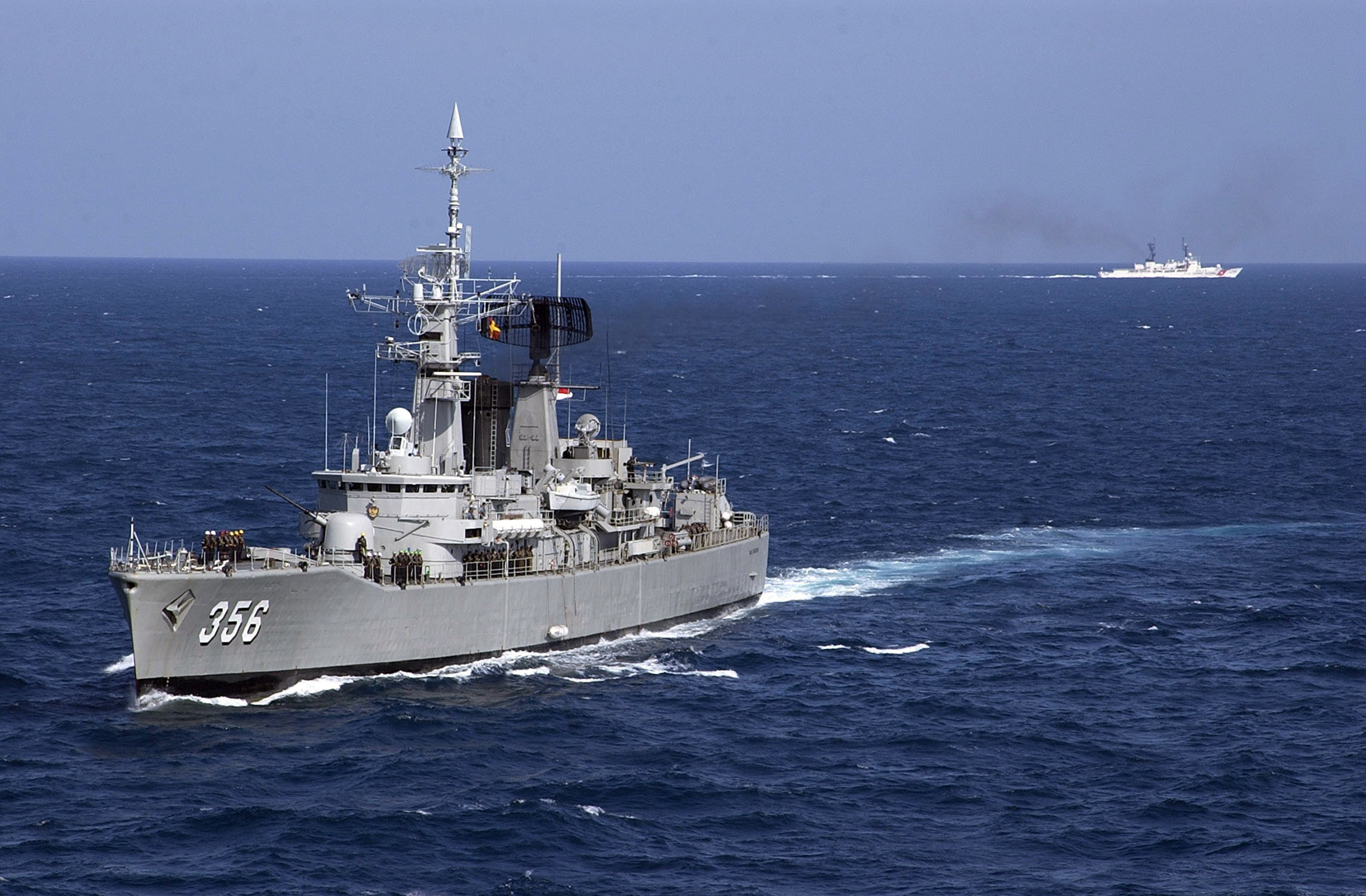
La frégate KRI Karel Satsuit Tubun (356) de la classe Ahmad Yani

Il s'agit d'anciennes frégates de la classe Van Speijk de la Marine royale néerlandaise :
- Ahmed Yani (ex-HNLMS Tjerk Hiddes) (351)
- Slamet Riyadi (ex-HNLMS Van Speijk) (352)
- Yos Sudarso (ex-HNLMS Van Galen) (353)
- Oswald Sihaan (ex-HNLMS Van Nes) (354)
- Abdul Halim Perdanakasuma (ex-HNLMS Evertsen) (355)
- Karel Satsuit Tubun (ex-HNLMS Isaac Sweers) (356)

Le KRI Slamet Riyadi (352) devait être retiré en 2019. Les autres bâtiments de cette classe doivent être progressivement remplacés par des frégates de la classe Martadinata ou de la classe Iver Huitfeldt.

### ClasseMartadinata

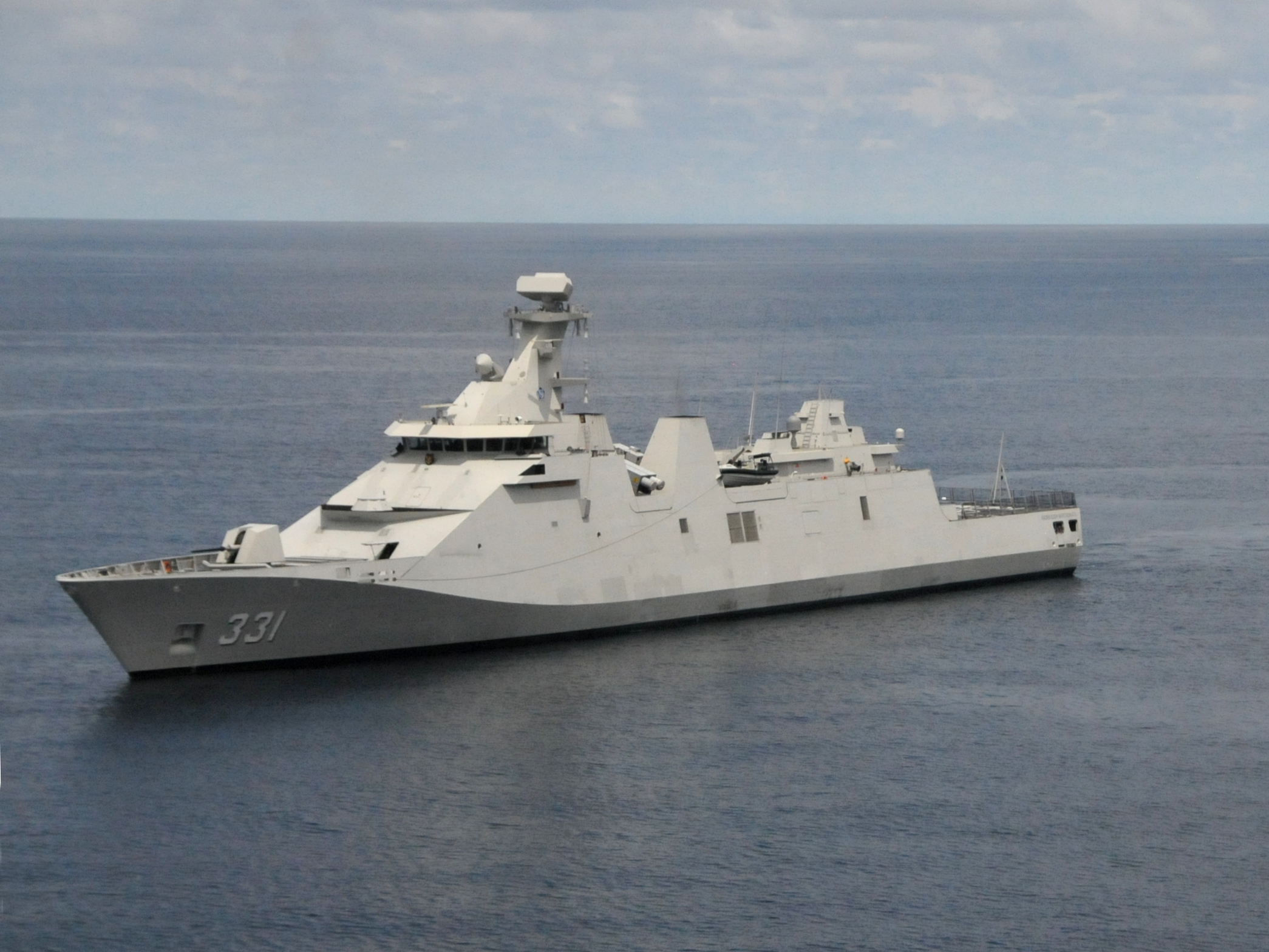
La frégate KRI Martadinata (331)

- Martadinata (331)
- I Gusti Ngurah Rai (332)

## Corvettes

### ClasseBung Tomo

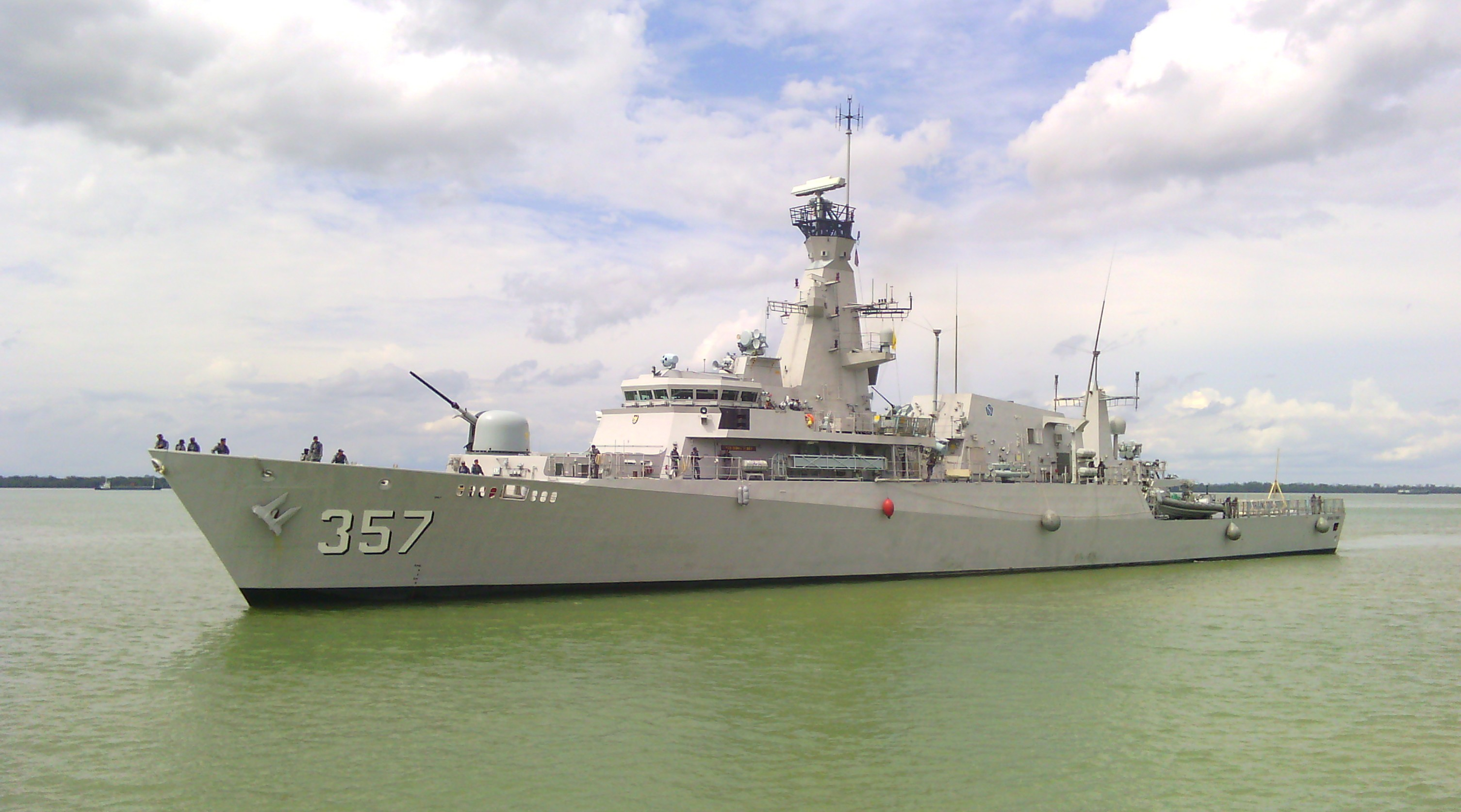
Le KRI Bung Tomo (357)

- Bung Tomo (357), 2014-
- John Lie (358), 2014-
- Usman-Harun (359), 2014-

### ClasseFatahillah

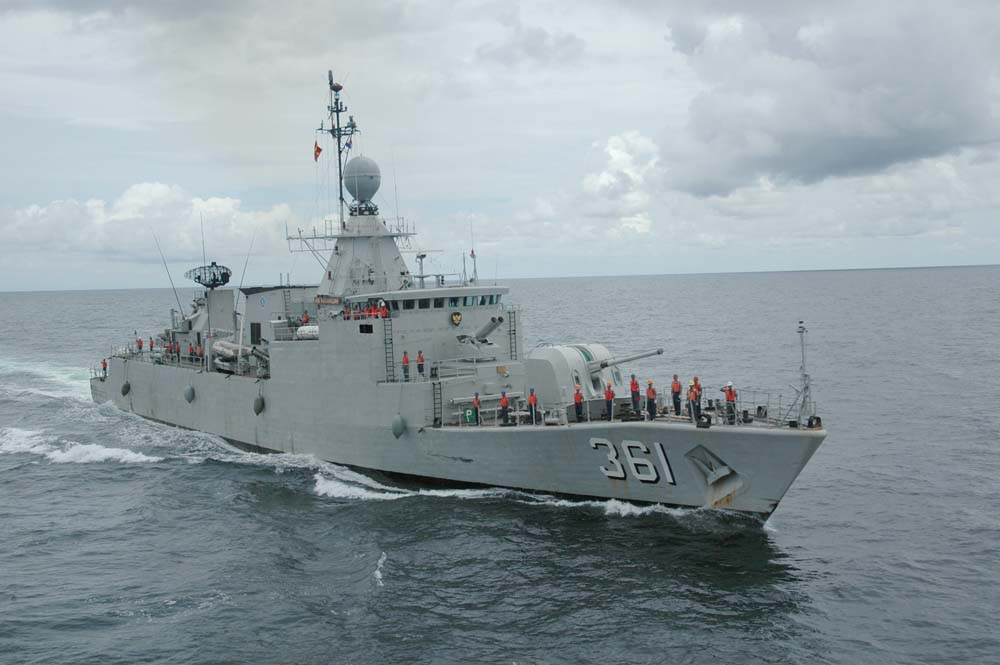
La corvette KRI Fatahilah (361)

Bien qu'ils soient généralement présentés comme des frégates, il paraît plus approprié de classer ces bâtiments de 1 450 tonnes de déplacement comme corvettes :
- Fatahilah (361)
- Malahayati (362)
- Nala (363)

### ClasseSigma

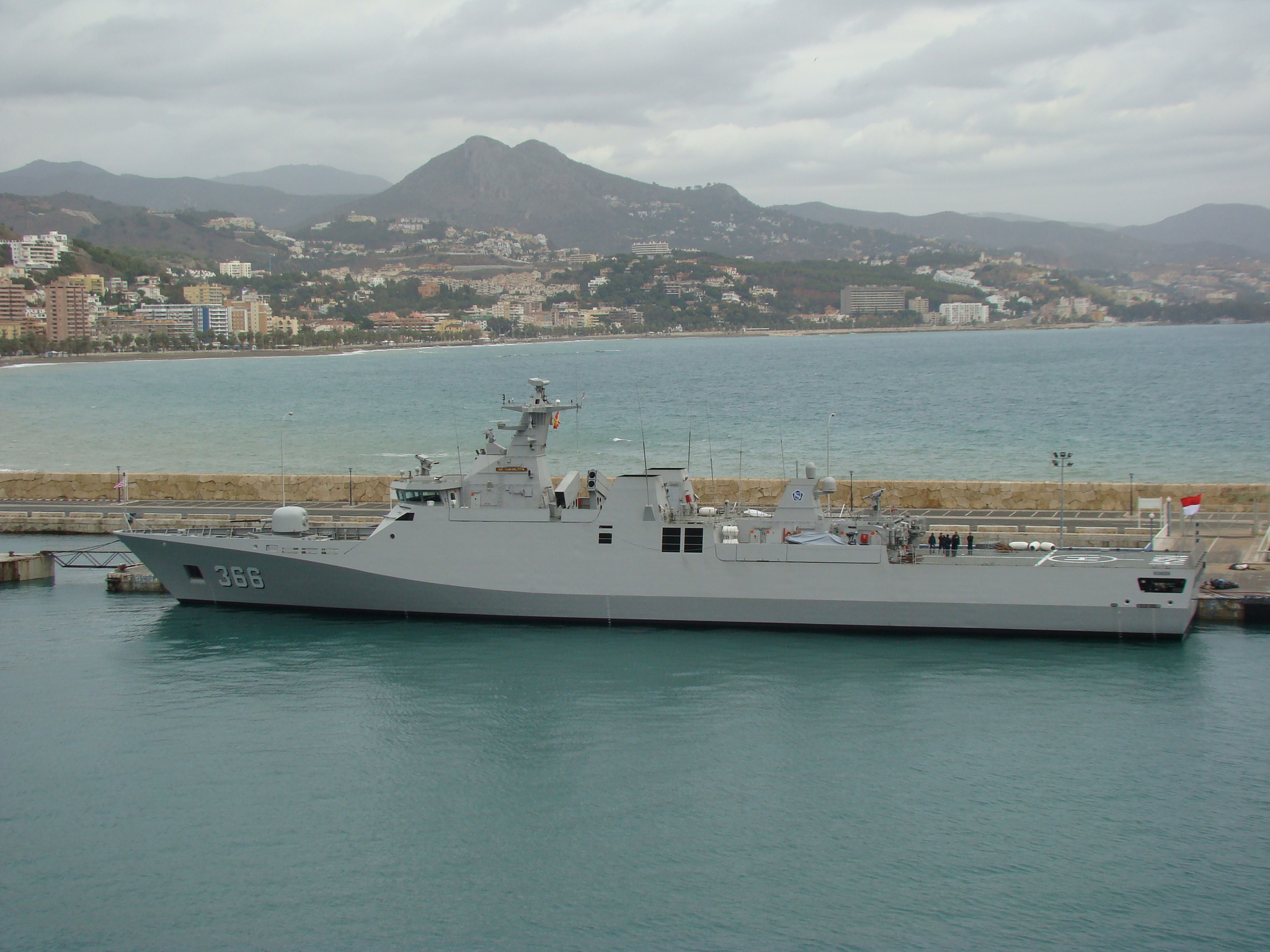
Le KRI Hasanuddin (366)

- Diponegoro (365)
- Hasanuddin (366)
- Sultan Iskandar Muda (367)
- Frans Kaisiepo (368)

### ClasseKapitan Pattimura

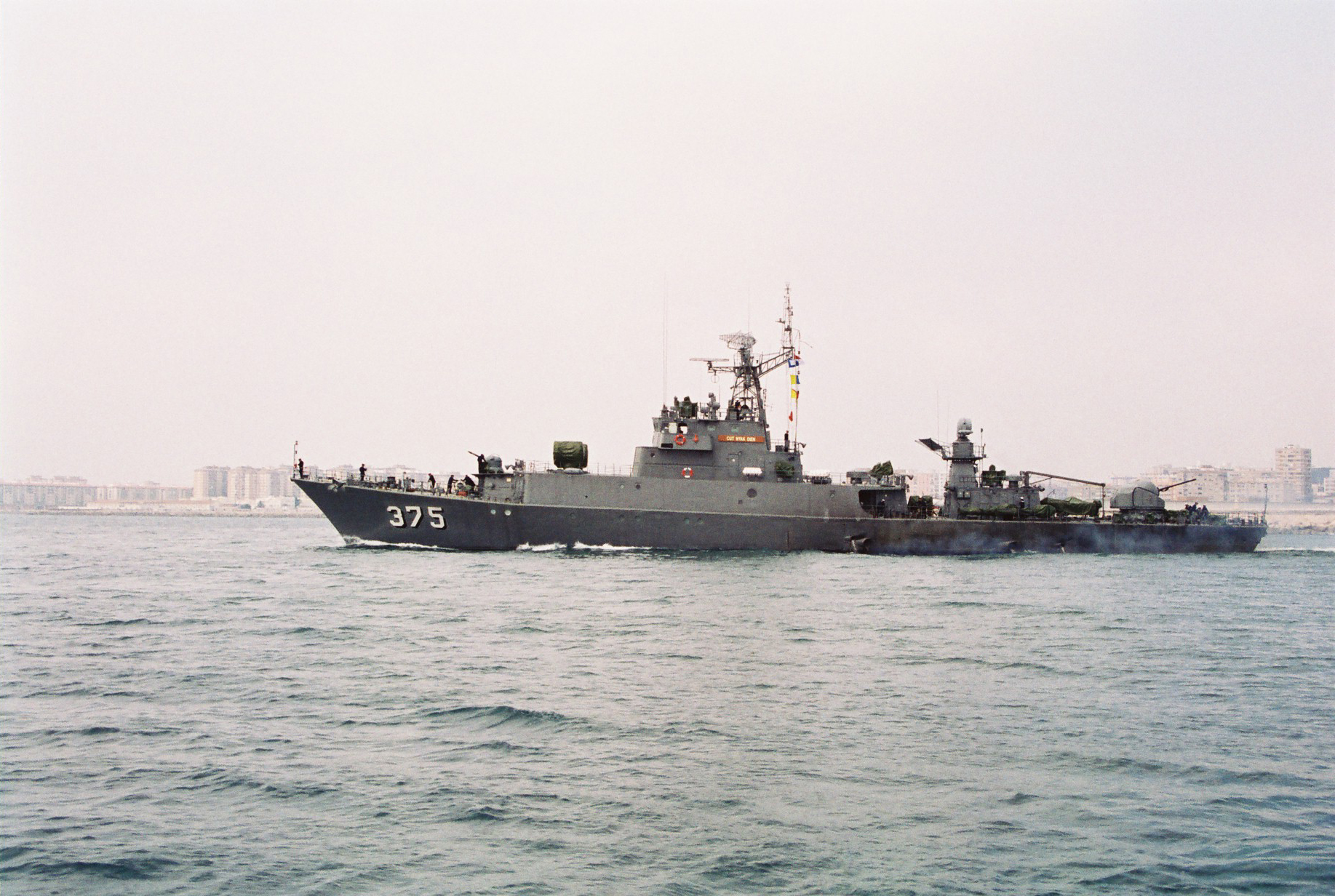
La corvette Cut Nyak Dhien

- Kapitan Patimura (371)
- Untung Suropati (372)
- Nuku (373)
- Lambung Mangkurat (374)
- Cut Nyak Dhien (en) (375)
- Sultan Thaha Syaifuddin (376)
- Sutanto (377)
- Sutedi Senoputra (378)
- Wiratno (379)
- Memet Sastrawiria (380)
- Tjiptadi (381)
- Hasan Basry (382)
- Iman Bonjol (383)
- Pati Unus (384)
- Teuku Umar (385)
- Silas Papare (386)

## Sous-marins

### Type 209-1300

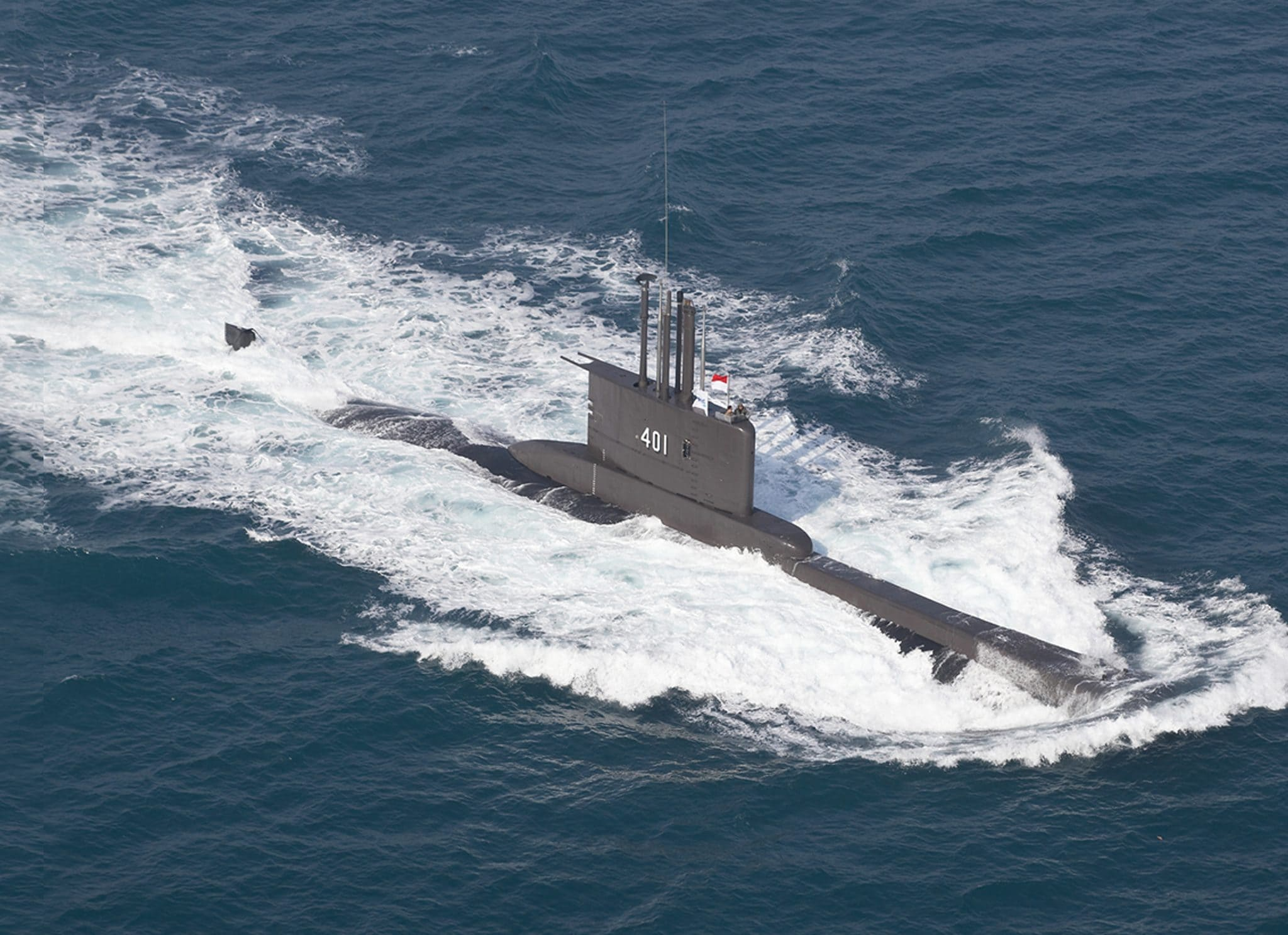
Le KRI Cakra (401)

- Cakra (401)
- Nanggala (402) (coulé)

### ClasseChang Bogo

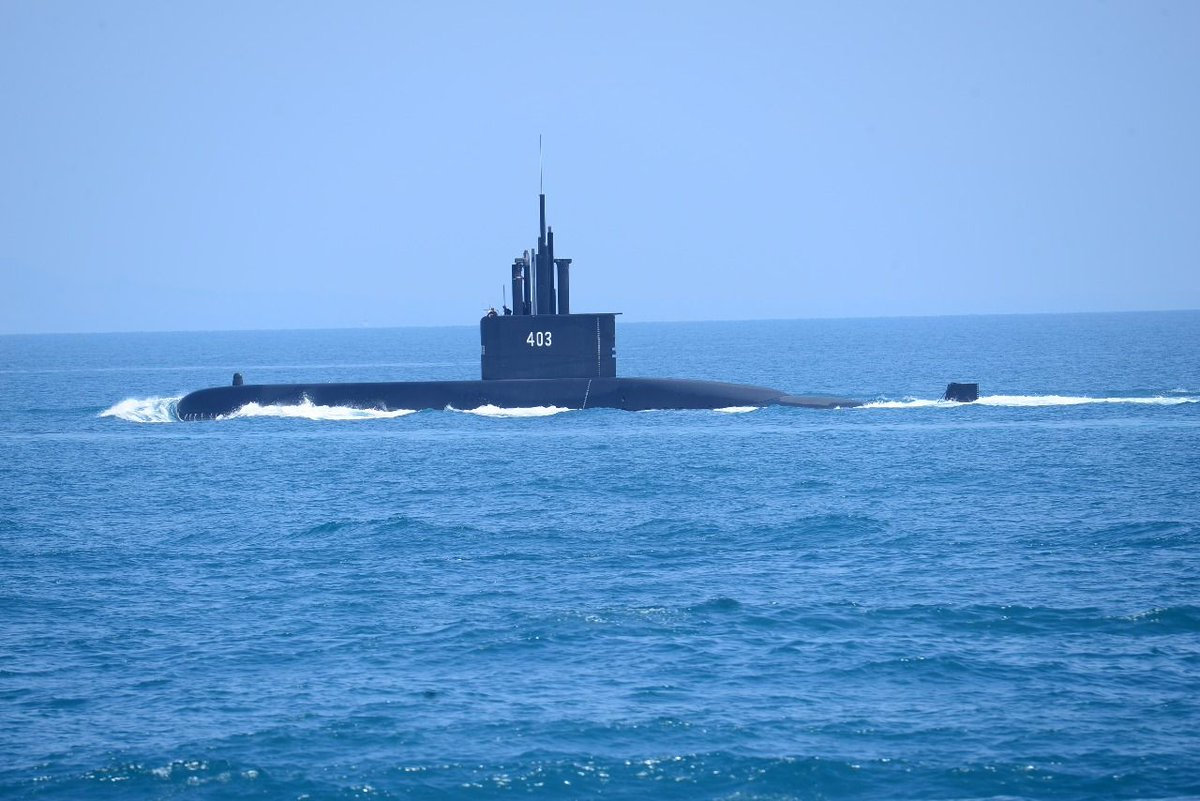
Le KRI Nagapasa (403)

- Nagapasa (403)
- Trisula (404)
- Nagaransang (405)

## Navires d'attaque rapides

### ClasseMandau

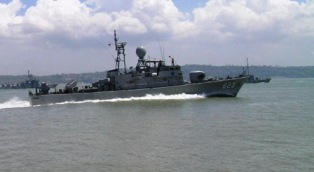
Le KRI Badik (623) de la classe Mandau

- Mandau (621)
- Rencong (622)
- Badik (623)
- Keris (624)

### ClasseSampari

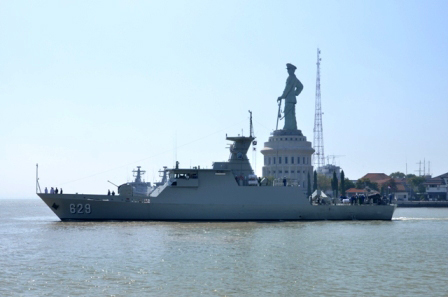
Le KRI Tombak (629) de la classe Sampari

Ces patrouilleurs de 60 mètres et 460 tonnes, également appelés KCR (Kapal Cepat Rudal, « navires rapides à missile ») 60, vont être équipés de missiles chinois C-705 :
- Sampari (628)
- Tombak (629)
- Halasan (630)

### ClasseTodak

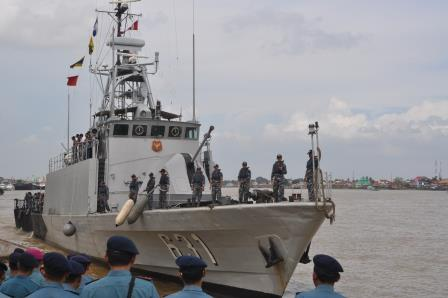
Le KRI Todak (631)

Ces navires du type FPB-57, auparavant simples patrouilleurs, sont maintenant équipés de missiles C-802. Devenus navires d'attaque, leur numéro de coque a été changé :
- Todak (631)
- Lemadang (632)
- Hiu (634)
- Layang (635)

### ClasseClurit

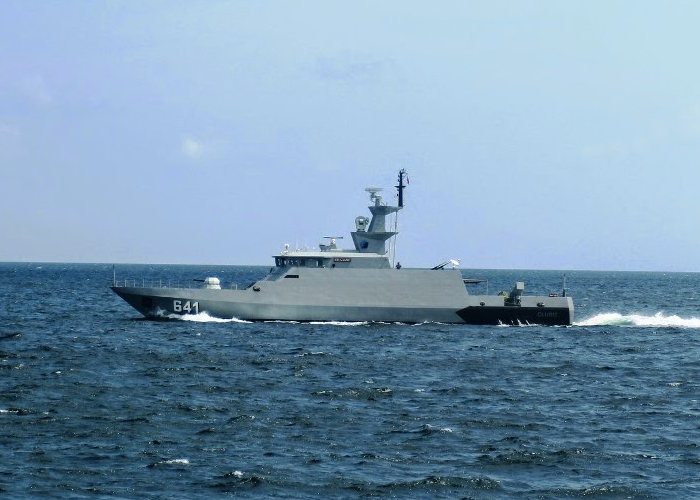
Le KRI Clurit (641)

Ces navires de 40 mètres, également appelés KCR 40, sont équipés de missiles mer-mer chinois C-705 :
- Clurit (641)
- Kujang (642)
- Beladau (643)
- Alamang (644)
- Surik (645)
- Siwar (646)
- Parang (647)
- Terapang (648)

## Patrouilleurs delutte anti-sous-marine

### ClasseAndau

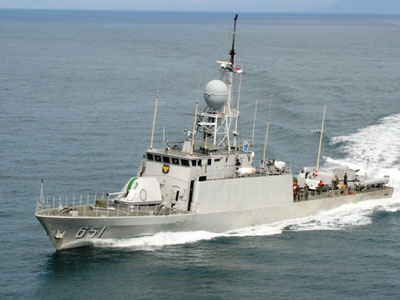
Le KRI Singa (651) de la classe Andau

Ces navires du type FPB-57 sont équipés de torpilles de 533 mm :
- Andau (650)
- Singa (651)
- Tongkak (652)
- Ajak (653)

## Patrouilleurs

### FPB-57(variante IV)

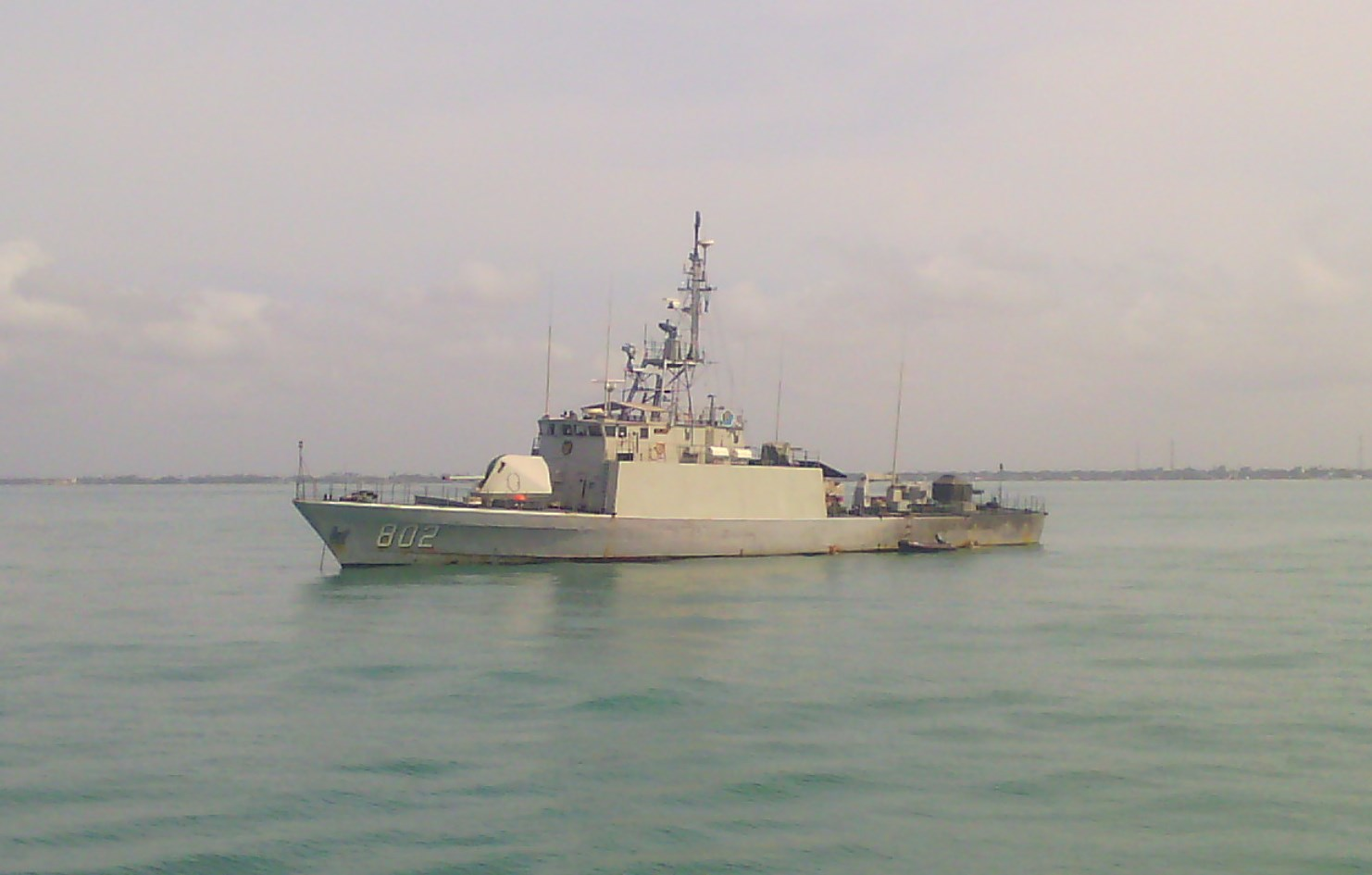
Le KRI Sura (802), un FPB-57 (variante IV)

- Pandrong (801)
- Sura (802)

### FPB-57 (variante I) (recherche et sauvetage)

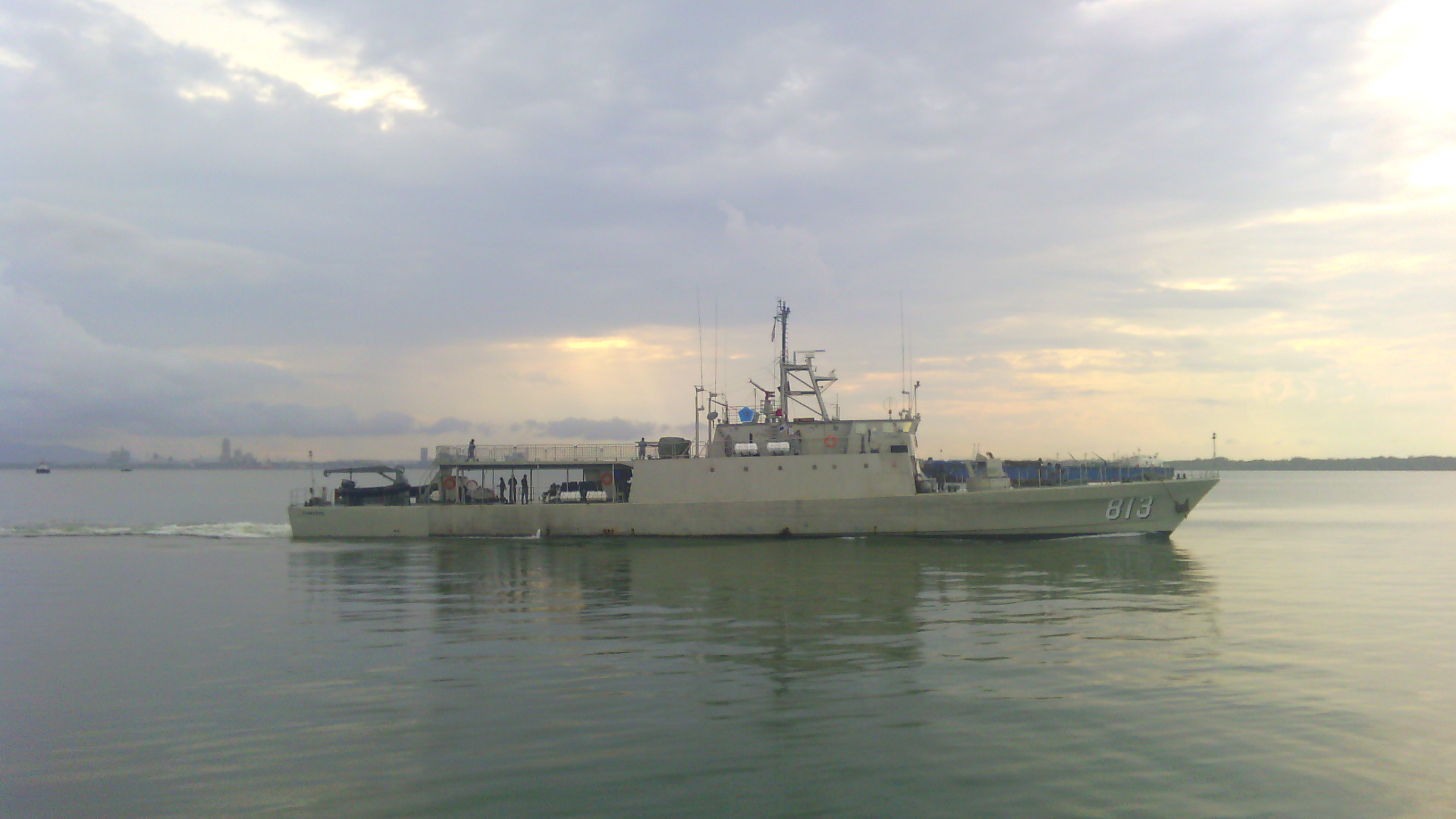
Le KRI Tongkol (813), un FPB-57 (variante I)

- Kakap (811)
- Kerapu (812)
- Tongkol (813)
- Barakuda (814)

### ClasseKondor II

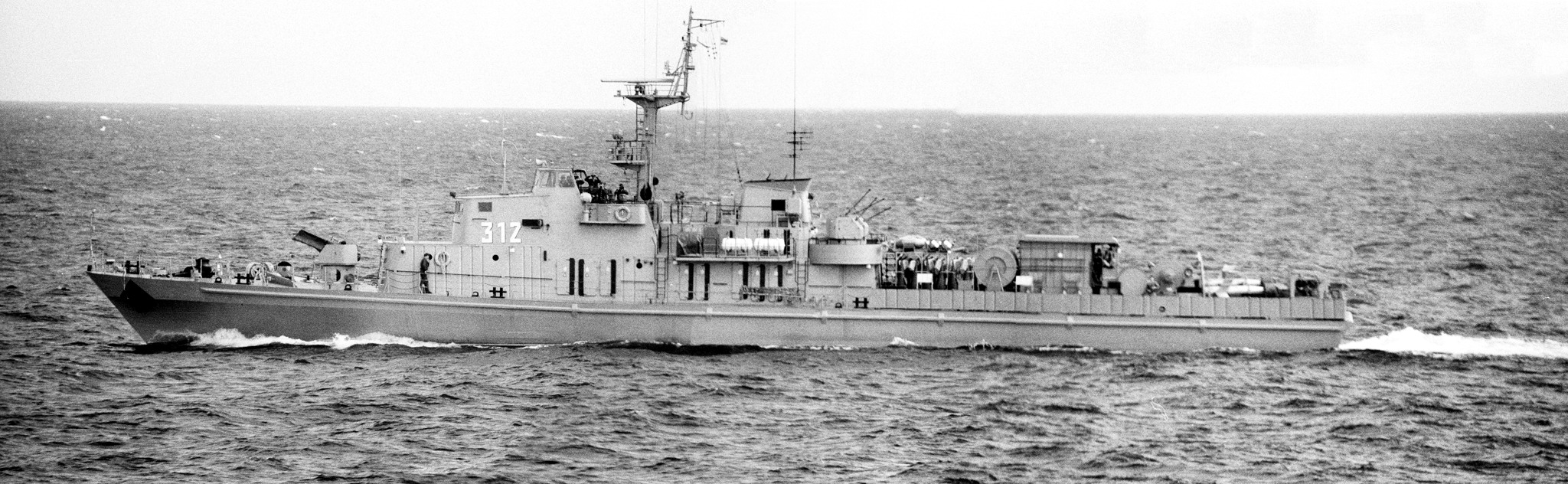
Le Genthin (312) de l'ex-Marine est-allemande, un dragueur de mines de la classe Kondor II

Ces bateaux sont d'ex-chasseurs de mines reconvertis en patrouilleurs :
- Kelabang (826) (ex-Pulau Rondo (725))
- Kala Hitam (828) (ex-Pulau Raibu (728))

### ClasseAttack
- Sibarau (847)
- Siliman (848)
- Sigalu (857)
- Silea (858)
- Siribua (859)

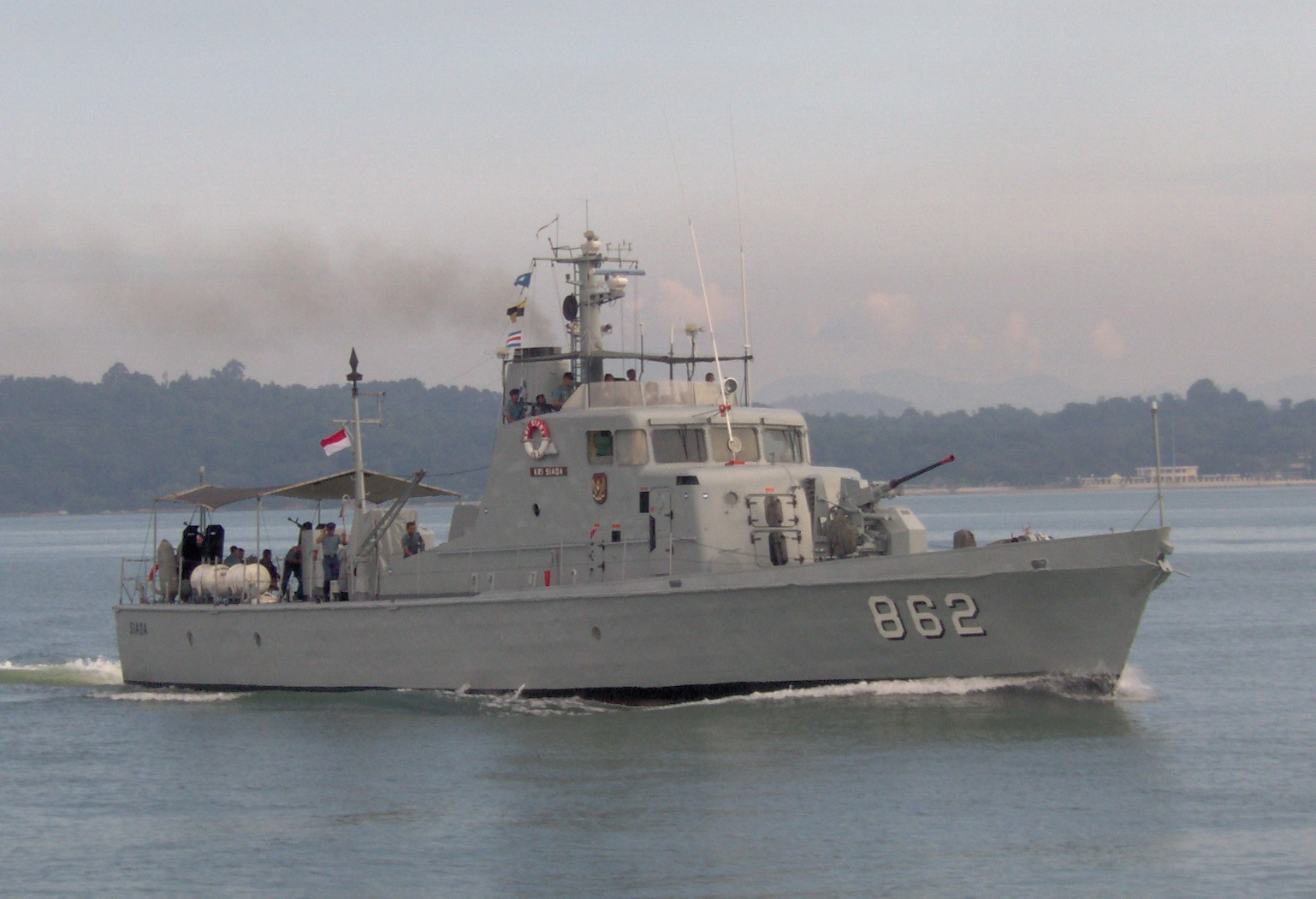
Le KRI Siada (862) de la classe Attack

- Waigeo (861) (variante indonésienne)
- Siada (862)
- Sikuda (863)
- Sigurot (864)
- Tenggiri (865)

### ClassePari

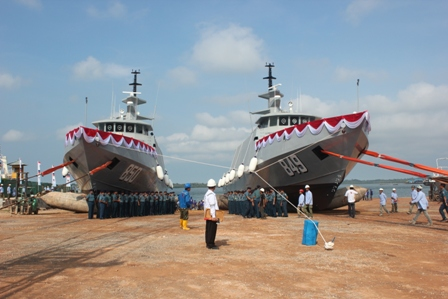
Les KRI Pari (849) et Sembilang (850)

3 patrouilleurs de 43 mètres

### ClasseViper

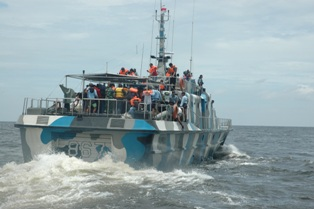
Le KRI Kobra (867) de la classe Viper

11 patrouilleurs de 40 mètres

### ClasseBoa

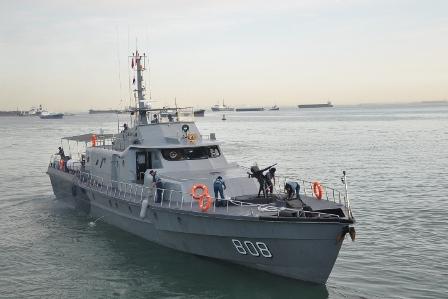
Le KRI Welang (808) de la classe Boa

13 patrouilleurs de 36 mètres

### Autres patrouilleurs
Cucut (866) (ex-RSS Jupiter de la marine de Singapour)

## Chasseurs de mines

### ClassePulau Rengat
- Pulau Rengat (711)
- Pulau Rupat (712)

### ClasseKondor II
- Pulau Rote (721)
- Pulau Raas (722)
- Pulau Romang (723)
- Pulau Rimau (724)
- Pulau Rusa (726)
- Pulau Rangsang (727)
- Pulau Rempang (729)

## Transport de chalands de débarquement

### ClasseMakassar

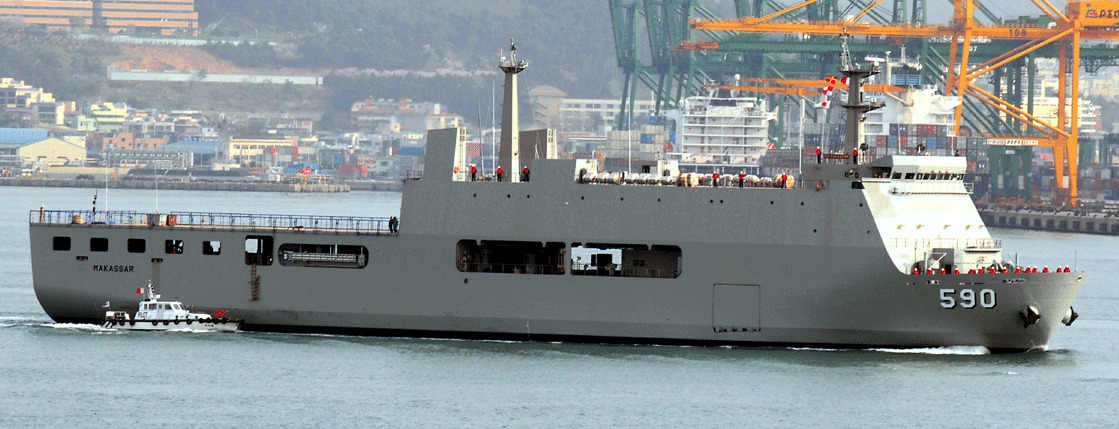
Le Landing Platform Dock KRI Makassar (590)

- KRI Makassar (590)
- KRI Surabaya (591)
- KRI Banjarmasin (592)
- KRI Banda Aceh (593)

## Navires de soutien

### Navire de commandement

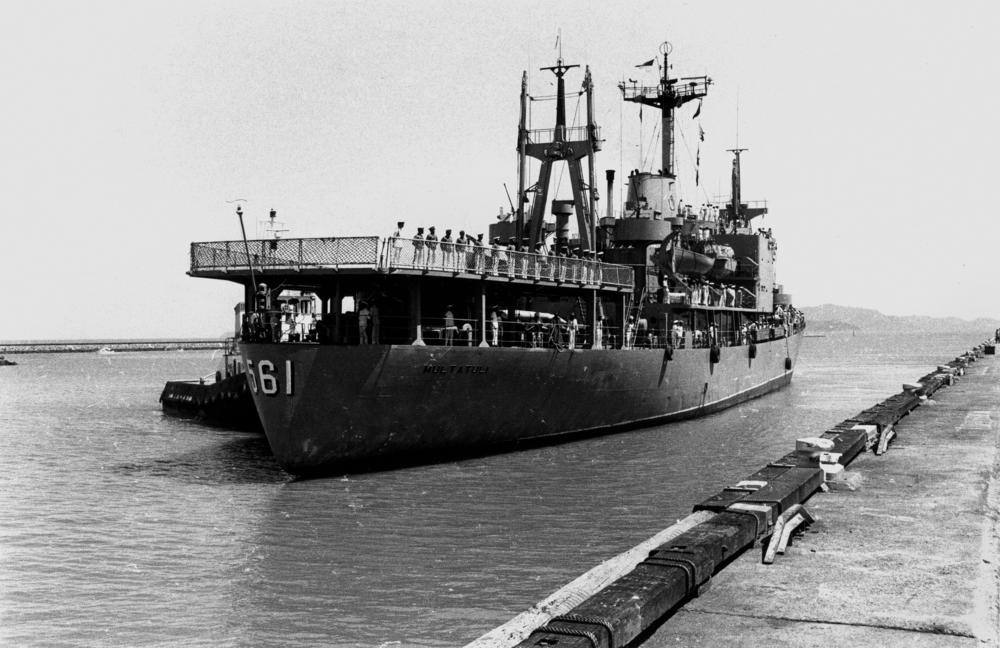
Le navire de commandement KRI Multatuli (561)

- KRI Multatuli (561), 1961-

## Navires écoles

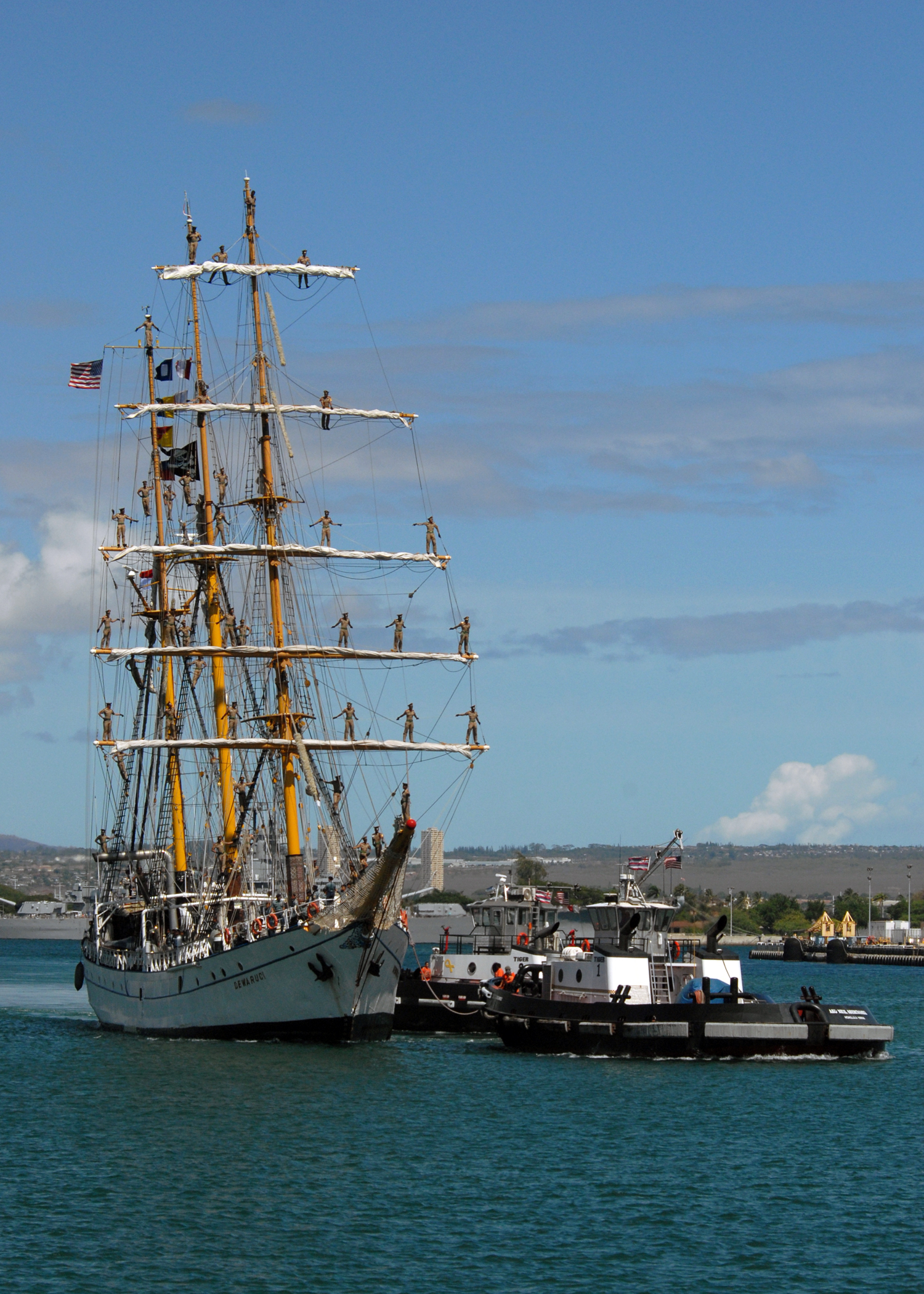
Le KRI Dewaruci en 2007 à Pearl Harbor

- KRI Dewaruci, trois-mâts goélette de 1953
- KRI Arung Samudera,
- KRI Ki Hajar Dewantara (364)

## Bateaux de moins de 36 mètres de longueur

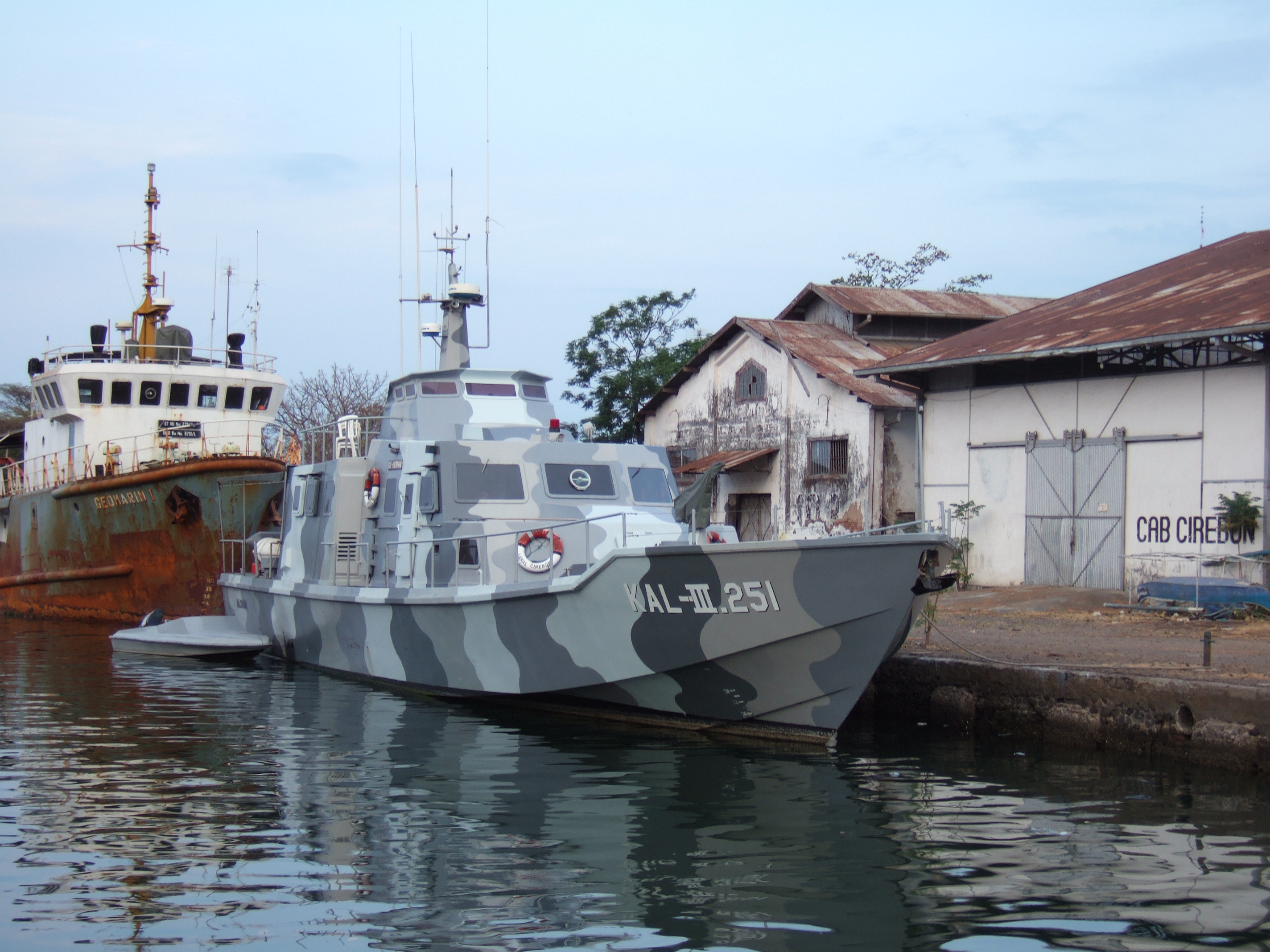
Un patrouilleur KAL dans le port de Cirebon

Les bateaux d'une longueur inférieure à 36 mètres sont désignés par le préfixe « KAL » (Kapal Angkatan Laut, « bateau de la marine »).